# 天主教南非軍中教長區
天主教南非軍中教長區（拉丁語：Ordinariatus Militaris Africa Australis）是南非一個天主教的軍中教長區，直屬聖座。此軍中教長區負責牧養信奉天主教的南非軍人及其家眷。
1951年5月17日成立軍中代牧區，1986年7月21日升為軍中教長區。軍中教長區於2003年時有一個堂區和三名司鐸。
教長一職由比勒陀利亞總教區總主教兼任。現任軍中教長為達布拉·安多尼·姆帕科，榮休軍中教長為喬治·方濟各·丹尼爾、保祿·曼德拉·庫馬洛和威廉·彌額爾·斯拉特瑞。